# Malcolm Wiseman
Malcolm Edward "Red" Wiseman, född 12 juli 1913 i Winnipeg, död 11 april 1993, var en kanadensisk basketspelare.
Wiseman blev olympisk silvermedaljör i basket vid sommarspelen 1936 i Berlin.